# Ari Sulander
Ari Juhani Sulander (ur. 6 stycznia 1969 w Helsinkach) – były fiński hokeista, reprezentant Finlandii, olimpijczyk.

## Kariera
- Jokerit (1987–1998)
  -  VHT (1992)
- ZSC Lions (1998–2012)
  -  GC Küsnacht Lions (2003, 2010–2011, 2012)
  -  Pelicans (2010)

Wychowanek Jokeritu Helsinki i wieloletni zawodnik tej drużyny w fińskiej SM-liiga do 1998. W tym roku przeniósł się do Szwajcarii i przez 14 sezonów grał w rozgrywkach NLA w barwach zespołu ZSC Lions z Zurychu. W 2011 otrzymał obywatelstwo szwajcarskie. W trakcie sezonu 2011/2012 pod koniec stycznia 2012 zakończył karierę zawodniczą, po czym wrócił do Finlandii.
Był wielokrotnym reprezentantem Finlandii. Uczestniczył w turniejach mistrzostw świata w 1993, 1995, 1996, 1997, 1998, 1999, 2000, oraz zimowych igrzysk olimpijskich w 1998.

## Kariera trenerska
- Reprezentacja Szwajcarii do lat 20 (2012-2013), trener bramkarzy
- Reprezentacja Finlandii do lat 20 (2010-2011), trener bramkarzy
- Jokerit U20 (2013-2015), trener bramkarzy
- Reprezentacja Finlandii do lat 20 (2013-2014), trener bramkarzy

Tuż po zakończeniu kariery zawodniczej rozpoczął pracę szkoleniową. W 2012 gościnnie pełnił funkcję trenera bramkarzy reprezentacji Szwajcarii do lat 17, 18 i 20, w tym podczas turniejów mistrzostw świata juniorów do lat 20 w 2013, 2014.

## Sukcesy i wyróżnienia

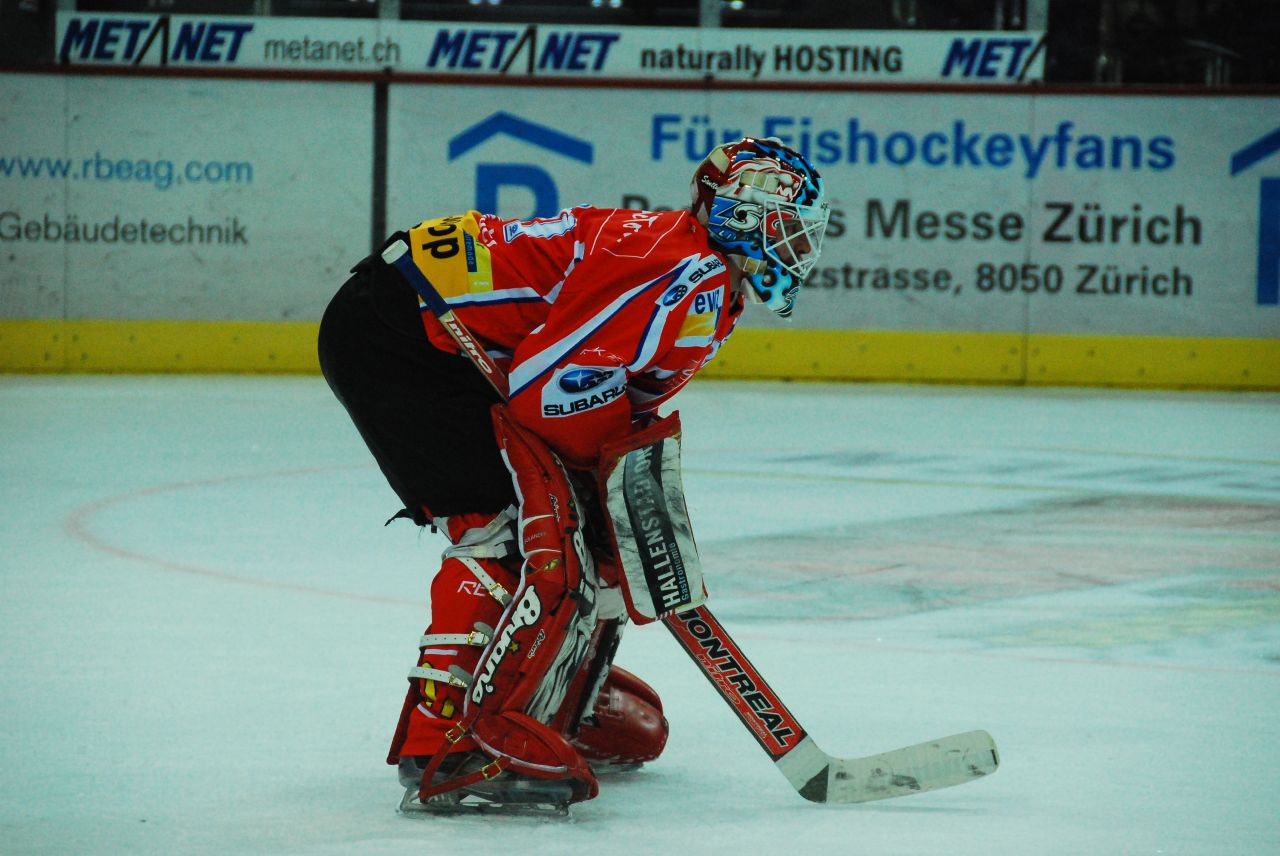
Ari Sulander w barwach ZSC Lions (2007)

Reprezentacyjne
- Złoty medal mistrzostw świata: 1995
- Brązowy medal zimowych igrzysk olimpijskich: 1998
- Srebrny medal mistrzostw świata: 1998, 1999
- Brązowy medal mistrzostw świata: 2000

Klubowe
- Złoty medal mistrzostw Finlandii: 1992, 1994, 1996, 1997 z Jokeritem
- Srebrny medal mistrzostw Finlandii: 1995 z Jokeritem
- Brązowy medal mistrzostw Finlandii: 1998 z Jokeritem
- Puchar Europy: 1995, 1996 z Jokeritem
- Złoty medal mistrzostw Szwajcarii: 2000, 2001, 2008, 2012 z ZSC Lions
- Puchar Kontynentalny: 2001, 2002 z ZSC Lions
- Hokejowa Liga Mistrzów: 2009 z ZSC Lions
- Puchar Wiktorii: 2009 z ZSC Lions
- Trzecie miejsce w Pucharze Kontynentalnym: 2006 z ZSC Lions

Indywidualne
- SM-liiga 1992/1993:
  - Pierwsze miejsce w klasyfikacji średniej goli straconych na mecz: 2,47
- SM-liiga 1993/1994:
  - Najlepszy zawodnik w fazie play-off (Trofeum Jariego Kurri), pierwszy nagrodzony w historii
- Puchar Europy 1994/1995:
  - Skład gwiazd
- SM-liiga 1994/1995:
  - Pierwsze miejsce w klasyfikacji średniej goli straconych na mecz: 2,33
- SM-liiga 1995/1996:
  - Pierwsze miejsce w klasyfikacji średniej goli straconych na mecz: 1,80
  - Pierwsze miejsce w klasyfikacji skuteczności interwencji: 92,8%
  - Skład gwiazd
  - Najlepszy bramkarz sezonu (Trofeum Urpo Ylönena)
- Mistrzostwa świata w 1998:
  - Najlepszy bramkarz turnieju
- National League A 1998/1999:
  - Najlepszy bramkarz
- National League A 2003/2004:
  - Skład gwiazd
- National League A 2007/2008:
  - Najlepszy bramkarz
- Hokejowa Liga Mistrzów 2008/2009:
  - Najbardziej Wartościowy Zawodnik (MVP) turnieju